# Rhynchostegium semiscabrum
Rhynchostegium semiscabrum là một loài Rêu trong họ Brachytheciaceae. Loài này được (E.B. Bartram) H. Rob. miêu tả khoa học đầu tiên năm 1967.